# Polla (apuesta)
Se llama polla, en la mayoría de los países de Hispanoamérica, a una apuesta deportiva, especialmente si se refiere a las de las carreras de caballos, o trata sobre los resultados de un torneo o partido de fútbol de especial rivalidad o trascendencia (Mundial de Fútbol, torneos nacionales de primera división, etc.), acordándose las condiciones de la apuesta previamente entre los participantes.
En cambio, en España esa definición corresponde a una de las acepciones de la palabra porra (que se aplica a la apuesta informal entre un grupo de amigos sobre cualquier hecho futuro, independientemente de su carácter deportivo o no), mientras que la palabra polla no se emplea nunca en ese contexto. En Uruguay se le llama penca.
Es una tradición muy arraigada en Colombia, España y Argentina, donde se juega entre compañeros de trabajo, de estudio, amigos o familiares; mientras que en Chile (conocida como  Polla Gol ) estuvo administrado por un ente público.

## Modalidades del juego
La forma más habitual de hacer una porra es entre un grupo relativamente pequeño de participantes. Cada participante escoge un resultado posible para el evento deportivo por el que se apuesta (un partido de fútbol el caso más habitual) y entrega al organizador una cantidad fija de dinero. Cada participante aporta la misma cantidad y el responsable del dinero lo guarda. 
Generalmente no se permite la posibilidad de repetir resultado, aunque depende de las reglas de cada grupo. Una vez celebrado el evento o encuentro deportivo, el participante que haya acertado en el resultado obtiene como premio la recaudación. En caso de no haber acertante, el resultado más próximo es el ganador.
Otra forma de jugar es apostando por varios eventos, uno o dos partidos, en cuyo caso el ganador será aquel que más aciertos tenga. Esta modalidad de juego suele hacerse cuando un número elevado de participantes hace que las combinaciones de resultados sea improbable (en futbol no es muy habitual resultados del tipo 10 a 0 o 9 a 1) o se permite repetir pronósticos.
Existe también la modalidad de puntuación, similar al caso anterior, con la diferencia de que se establece un sistema de puntuación de eventos. El ganador es aquel que sume la mayor cantidad de puntos (de acuerdo con el sistema de puntuación previamente acordado) al término de la jornada, siempre y cuando halla acertado el marcador del partido. En caso de no haber acertado el marcador, se debe acumular el premio para el partido siguiente a menos que los participantes de forma unánime decidan, entregar el premio a quien más puntaje obtuvo
Las modalidades de puntaje varían: el método más común es el de asignar puntos a los aciertos llenando un formulario previo a la iniciación de un torneo, y otorgando puntos adicionales a los aciertos por el campeón, segundo, tercer y cuarto lugar, así como por los clasificados a rondas previas. Los participantes pagan al organizador un dinero que será el premio final, o se distribuirá la suma entre varios ganadores. 
Otra modalidad es acertar, como en la Quiniela española, al resultado de los partidos (ganador equipo local o visitante, o empate). Esta modalidad es la usada en la antigua Polla Gol, actual Xperto, chilena. Así como en Colombia y  Perú esta modalidad comercial se conoce como Ganagol.